# William Glasgow
William Glasgow (* 26. April 1906 in Yuma, Arizona, Vereinigte Staaten; † 25. November 1972 in Los Angeles) war ein US-amerikanischer Filmarchitekt.

## Leben
Glasgow hatte ab 1923 in verschiedenen Architekturbüros von Los Angeles gearbeitet, zunächst für den Architekten Paul Williams. Sein Aufgabenbereich waren vornehmlich Villenbauten in Beverly Hills. 1933 wechselte er zum Film und begann als Zeichner für die MGM. 
1946 wurde Glasgow zum Chefarchitekten berufen. In dieser Eigenschaft designte er in den 50er und frühen 60er Jahren eine Reihe von gänzlich unbedeutenden B-Pictures. Mit dem Beginn seiner Zusammenarbeit mit dem Actionfilmspezialisten Robert Aldrich begann Glasgows fruchtbarste Schaffensperiode. Seine Dekors zu Aldrichs meisterlichen, schwarz-weißen Gruselthrillern Was geschah wirklich mit Baby Jane? und Wiegenlied für eine Leiche bestachen vor allem dank Glasgows Kreation stimmungsvoller Schauergemäuer, mit denen der einstige Villenbaumeister seine Erfahrungen aus seiner Zeit als aufstrebender Architekt umsetzen konnte. Für Wiegenlied für eine Leiche erhielt er eine Oscarnominierung.

## Filmografie (Auswahl)
- 1947: Shoot to Kill
- 1953: Paris Model
- 1953: Menschenraub in Singapur (World for Ransom)
- 1955: Rattennest
- 1955: Hollywood-Story (The Big Knife)
- 1956: Der Mann von Del Rio (Man From Del Rio)
- 1956: Ardennen 1944
- 1957: Der Ritt zurück (The Ride Back)
- 1957: In Tombstone ist der Teufel los (The Toughest Gun in Tombstone)
- 1958: Gangster, Gin und scharfe Hasen (Guns, Girls and Gangsters)
- 1958: Timbuktu (Timbuktu)
- 1958: Honk Kong Confidential
- 1959: Jugend ohne Gesetz (Riot in Juvenile Prison)
- 1959: Gefahr in Havana (Pier 5 - Havana)
- 1959: Die schwarze Hand der Mafia (Inside the Mafia)
- 1959: Mörder-Trio (Tree Came to Kill)
- 1959: Die vier Schädel von Jonathan Drake (The Four Skulls of Jonathan Drake)
- 1959: Razzia auf Call-Girls (Vice Raid)
- 1960: Morgen sollst du sterben (Noose for a Gunman)
- 1960: The Music Box Kid
- 1960: Dondi
- 1961: Die Unbestechlichen (TV-Serie)
- 1961: Hitler
- 1962: Was geschah wirklich mit Baby Jane?
- 1963: Black Zoo
- 1963: Vier für Texas
- 1964: Wiegenlied für eine Leiche
- 1965: Der Flug des Phoenix (The Flight of the Phoenix)
- 1966: Leitfaden für Seitensprünge (A Guide for the Married Man)
- 1967: Große Lüge, Lylah Clare (The Legend of Lylah Clare)
- 1968: Das Doppelleben der Sister George (The Killing of Sister George)
- 1969: ...tick...tick...tick (Tick Tick Tick)